# 北关龙王庙
北关龙王庙，位于北京市延庆县延庆镇北关村。

## 简介
北关龙王庙是北京地区较少见到的高台类建筑，始建年代不详，明朝成化九年（1473年）在原址重建。
2007年至2009年，延庆县对北关龙王庙的山门、正殿、东西配殿、院墙、院落地面等进行整体保护。2011年，北关龙王庙被列为第八批北京市文物保护单位。